# Liberté de pensée

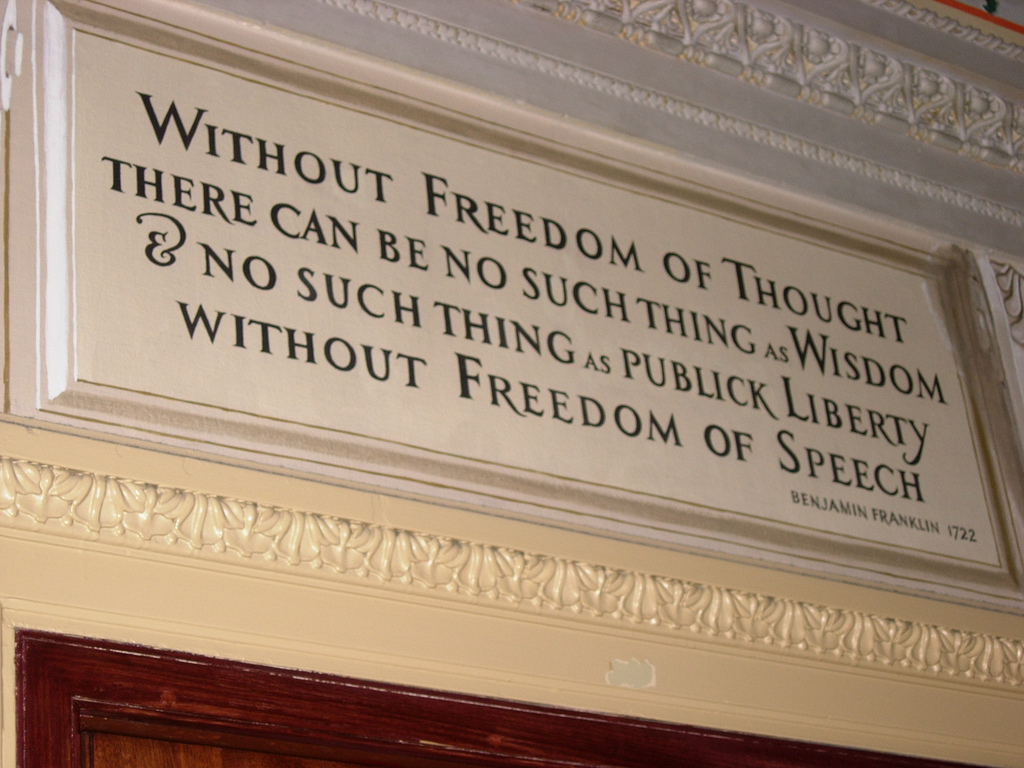
Citation de Benjamin Franklin en 1722 : Sans liberté de pensée, il ne peut y avoir de sagesse ni de liberté publique sans liberté d'expression.

La liberté de pensée est le droit que possède tout individu de déterminer lui-même le contenu de ses représentations intellectuelles, morales, politiques et religieuses. On  pense et on pense soi-même à ses idées. Cette liberté est souvent codéfinie avec la détermination d'une limite entre sphère publique et sphère privée.
Cette liberté a deux aspects. D'une part la liberté absolue d'avoir des convictions et des croyances (aspect interne), d'autre part la liberté relative de manifester ses convictions et croyances (aspect externe). C'est ainsi que la liberté d'expression est indissociable de la liberté de pensée ; elles sont siamoises et l'une ne va pas sans l'autre.
La notion de liberté de pensée est issue en Europe de la doctrine du libre examen posée par Luther, reprise par les philosophes des Lumières pour diffuser l'athéisme, le matérialisme et le libéralisme.

## Prémices
Le 17 février 1600, sous le pontificat du pape Clément VIII, l'ancien moine dominicain Giordano Bruno est brûlé vif pour hérésie.
Mais avant et après lui, dans toute l'Europe chrétienne, maints individus meurent sur un bûcher pour avoir soutenu une opinion qui s'oppose au dogme. Citons, entre autres :
- Gherardo Segarelli (+ 18 juillet 1300 à Parme) ;
- Marguerite Porete (+ 1er juin 1310 à Paris) ;
- Walter Lollard (+ 1322 à Cologne) ;
- Cecco d'Ascoli (+ 10 septembre 1327 à Florence) ;
- Jeanne Daubenton (+ 1372 à Paris) ;
- Jean Hus (+ 6 juillet 1415 à Constance) ;
- Jérôme de Prague (+ 30 mai 1416 à Constance) ;
- Henri Voes et Jean Van Eschen (+ 1er juillet 1523 à Bruxelles) ;
- Balthazar Hubmaïer (+ 10 mars 1528 à Vienne) ;
- Michel Servet (+ 27 octobre 1553 à Genève) ;
- Francesco Gesualdo (+ 5 novembre 1554 à Il-Birgu, sur l'Île de Malte) ;
- Hugh Latimer et Nicholas Ridley (+ 16 octobre 1555 à Oxford) ;
- Thomas Cranmer (+ 21 mars 1556 à Oxford) ;
- Isaac de Castro Tartas (+ 15 décembre 1647 à Lisbonne) ;
- Diego La Matina (+ 17 mars 1658 à Palerme)...

## Textes nationaux

### Allemagne

#### Loi fondamentale pour la République fédérale d'Allemagne (1949)
« Article 4 de la Loi Fondamentale Allemande [Liberté de croyance, de conscience et de profession de foi]

1. La liberté de croyance et de conscience et la liberté de professer des croyances religieuses et philosophiques sont inviolables.
2. Le libre exercice du culte est garanti.
3. Nul ne doit être astreint contre sa conscience au service armé en temps de guerre. Les modalités sont réglées par une loi fédérale. »

### France

#### Déclaration des droits de l'homme et du citoyen (1789)
Dans son article 10, la Déclaration des droits de l'homme et du citoyen pose que : « Nul ne doit être inquiété pour ses opinions, même religieuses, pourvu que leur manifestation ne trouble pas l'ordre public établi par la Loi. »
Cette loi a valeur constitutionnelle car elle se trouve dans le préambule de la Constitution de la Ve République

#### Loi des suspects (1791)
Cette loi prévoit d'arrêter et de condamner à mort toute personne soupçonnée d'avoir une opinion contraire à la Révolution.
Sont réputés suspects tous ceux « qui (...) par leurs propos ou leurs écrits, se sont montrés partisans de la tyrannie ou du fédéralisme et ennemis de la liberté (...) ; ceux à qui il a été refusé des certificats de civisme, (...) ceux des ci-devant nobles, ensemble les maris, femmes, pères, mères, fils ou filles, frères ou sœurs, et agents d'émigrés, qui n'ont pas constamment manifesté leur attachement à la Révolution (...) ».
Le nombre de suspects sous la Terreur a été évalué par Donald Greer à 500 000 personnes, à partir d'études locales.

#### Loi de 1881 sur la liberté de la presse
Cette loi reconnaît la liberté d'expression dans toutes formes de publications sauf dans quatre cas déjà prévus dans les codes civil et pénal:
- Insulte,
- Diffamation, calomnie,
- Incitation à commettre des délits ou des crimes, si elle est suivie d'actes,
- Outrage aux bonnes mœurs et à la décence publique.

Cette loi ne concerne que les opinions exprimées en public ou sur un support diffusé auprès du public.

#### Loi Pleven 1972 contre les opinions provoquant à la haine
Le délit de provocation publique à la haine raciale institué par l'article 1er de la loi de 1972 a été inséré à article 24 alinéa 5 de la loi sur la liberté de la presse du 29 juillet 1881. La provocation peut ne pas être explicite mais être indirecte, faite par des sous-entendus ou des allusions. Un autre élément nouveau par rapport à la loi de 1881 est que la provocation ne nécessite pas d'être effectivement suivie d'effet pour être punissable.
Elle est étendue aux propos tenus dans des conversations ou des correspondances privées, et au propos ressentis comme de la haine.

#### Loi Gayssot 1990 contre les opinions révisionnistes
Cette loi prévoit de condamner à des amendes et à de la prison ceux qui tiennent des propos hérétiques concernant l'histoire des juifs pendant la Seconde Guerre mondiale. Elle est étendue aux propos relatifs à tous les crimes de guerre reprochés aux Allemands, aux propos tenus dans des conversations ou des correspondances privées, y compris sous forme d'allusions ou de sous-entendus.

### États-Unis

#### Déclaration des droits - 1er Amendement (1791)
« Le Congrès n'adoptera aucune loi relative à l'établissement d'une religion, ou à l'interdiction de son libre exercice ; ou pour limiter la liberté d'expression, de la presse ou le droit des citoyens de se réunir pacifiquement ou d'adresser au Gouvernement des pétitions pour obtenir réparations des torts subis . »

### Suisse
En Suisse, la liberté de pensée découle de la liberté de conscience et de la liberté d'opinion (articles 15 et 16 de la Constitution fédérale).

## Traités internationaux

### Organisation des Nations unies

#### Déclaration universelle des droits de l'homme (art. 10 et 18)
« Article 18 - Toute personne a droit à la liberté de pensée, de conscience et de religion ; ce droit implique la liberté de changer de religion ou de conviction ainsi que la liberté de manifester sa religion ou sa conviction seule ou en commun, tant en public qu'en privé, par l'enseignement, les pratiques, le culte et l'accomplissement des rites. »

« Article 10 - Toute personne a droit à la liberté d’expression. Ce droit comprend la liberté d’opinion et la liberté de recevoir ou de communiquer des informations ou des idées sans qu’il puisse y avoir ingérence d’autorités publiques et sans considération de frontière. »

### Traités de l'Union Européenne

#### Charte des droits fondamentaux de l'Union européenne
« 1. Toute personne a droit à la liberté de pensée, de conscience et de religion. Ce droit implique la liberté de changer de religion ou de conviction, ainsi que la liberté de manifester sa religion ou sa conviction individuellement ou collectivement, en public ou en privé, par le culte, l'enseignement, les pratiques et l'accomplissement des rites.

2. Le droit à l'objection de conscience est reconnu selon les lois nationales qui en régissent l'exercice. »

#### Convention Européenne des Droits de l'Homme (art. 9)
Selon la Cour européenne des droits de l'homme, saisie par un témoin de Jéhovah pour une requête concernant la violation de l'art.9 de la Convention européenne des droits de l'homme (liberté de religion), a considéré le 27 octobre 2009 que l'objection de conscience n'était pas un droit garanti par la Convention et dépendait par conséquent des réglementations de chaque État.